# Malpighia cristalensis
Malpighia cristalensis är en tvåhjärtbladig växtart som först beskrevs av F. K. Meyer, och fick sitt nu gällande namn av F. K. Meyer. Malpighia cristalensis ingår i släktet Malpighia och familjen Malpighiaceae. Inga underarter finns listade i Catalogue of Life.